# Statut de Rome
Le Statut de Rome, officiellement le Statut de Rome de la Cour pénale internationale, aussi appelé le Statut de la Cour pénale internationale et abrégé sous le Statut, est le traité international qui a créé la Cour pénale internationale (la Cour ou la CPI). Il a été adopté lors d'une conférence diplomatique des plénipotentiaires des Nations unies, dite conférence de Rome, qui s'est déroulée du 15 juin au 17 juillet 1998 à Rome, en Italie. Il est entré en vigueur le 1er juillet 2002 après sa ratification par soixante États : la Cour pénale internationale est alors officiellement créée. Cependant, la compétence de la Cour n’étant pas rétroactive, elle traite les crimes commis à compter de cette date.
Le Statut de Rome définit les crimes internationaux sur lesquels la Cour a un pouvoir juridictionnel dont les crimes de génocide, les  crimes de guerre, les crimes contre l'humanité ainsi que les crimes d'agression, conformément aux amendements apportés en 2010, s'ils sont commis sur le territoire d'un État partie ou par l'un de ses ressortissants. Une exception à cette règle existe : la Cour peut avoir compétence sur des crimes si le Conseil de sécurité des Nations unies le lui permet.
De plus, le Statut de Rome établit de nouvelles normes en matière de représentation des victimes en salle d’audience et assure la tenue de procès équitables ainsi que la protection des droits de la défense. La Cour s’attache à mettre en place une coopération mondiale pour protéger toutes les personnes contre les crimes internationaux codifiés dans le Statut de Rome.

## Histoire
Les premières bases du Statut de Rome ont été posées avec la Convention pour la prévention et la répression du crime de génocide adoptée par l'Assemblée générale des Nations unies à New York le 9 décembre 1948 qui reconnait « le crime de génocide [comme] un crime international qui comporte des responsabilités d'ordre national et international pour les individus et pour les États ».
La création des deux tribunaux pénaux internationaux (ceux pour l'ex-Yougoslavie et le Rwanda) a remis à l’ordre du jour le projet de création d’une juridiction pénale universelle permanente. Avant la CPI, tous les tribunaux internationaux étaient provisoires et avaient un champ d'action limité (comme le territoire d'un État ou la nationalité des prévenus). La CPI innove car elle est permanente et car son champ d'action s'étend à tous les États ayant ratifié le Statut de Rome (voire dans certains cas dans le monde entier, quand le Conseil de sécurité l'autorise).
En 1993, la Commission du droit international soumet à l’Assemblée générale un projet de statut d’une Cour pénale internationale sur lequel elle avait commencé à travailler en 1948, projet sur la base duquel se sont ensuite nouées des négociations intergouvernementales.
Après des années de négociation visant à établir un tribunal international permanent capable de poursuivre les personnes accusées de génocide, de crimes contre l'humanité et de crimes de guerre, l'Assemblée générale des Nations unies a convoqué une conférence diplomatique de cinq semaines en juin 1998 pour « finaliser et d'adopter une convention portant création d'une cour pénale internationale ». 161 États membres étaient réunis avec des observateurs de diverses autres organisations, d'organisations intergouvernementales et d'organismes et d'organisations non gouvernementales y compris de nombreux groupes de défense des droits et a eu lieu au siège de l'Organisation des Nations unies pour l'alimentation et l'agriculture, situé à environ 4 km du Vatican (l'un des États représentés).
Le Statut de Rome a été adopté à l'issue d'un vote avec 120 voix pour, sept voix contre et vingt et une abstentions. Il existe un différend sur l'identité des sept États qui ont voté contre. Il est certain que la république populaire de Chine, l'État d’Israël et les États-Unis d'Amérique étaient trois des sept à avoir voté contre puisqu'ils l'ont confirmé publiquement. L'Inde, l'Indonésie, l'Irak, la Libye, le Qatar, la Russie, l'Arabie saoudite, le Soudan et le Yémen ont été identifiés par divers observateurs comme sources possibles pour les quatre autres votes négatifs même si l'Irak, la Libye, le Qatar et le Yémen sont les quatre les plus couramment identifiés comme tel.
Le 11 avril 2002, dix pays ont ratifié le Statut en même temps lors d'une cérémonie spéciale tenue au siège des Nations unies à New York portant alors le nombre total de signataires à soixante, ce qui était le nombre minimum requis pour que le Statut entre en vigueur. Le Statut est alors entré en vigueur, trois mois après, le 1er juillet 2002 : la Cour pénale internationale est alors créée. Cependant, la compétence de la Cour n’étant pas rétroactive, elle traite les crimes commis à compter de cette date. Des amendements ont été apportés, notamment en 2010 après la Conférence de révision à Kampala, en Ouganda. Néanmoins, les modifications ne sont toujours pas effectives.

## Adoption et ratification

États parties au Statut de Rome.
États ayant signé le Statut de Rome mais ne l'ayant pas ratifié.
Anciens États parties retirés du Statut de Rome.
États ayant retiré leur signature
États n'ayant ni signé ni ratifié le Statut de Rome.

Le Statut de Rome a été adopté à l'issue d'un vote avec 120 voix pour, sept voix contre et vingt et une abstentions. Il est signé le 17 juillet 1998 lors de la Conférence diplomatique des plénipotentiaires des Nations unies, dite Conférence de Rome, qui s'est déroulée du 15 juin au 17 juillet 1998 à Rome, en Italie.
Pour que la Cour pénale internationale soit créée, il fallait qu'un minimum de soixante pays ratifient le Statut de Rome. Ce quorum est atteint le 11 avril 2002 lorsque dix États ratifièrent en même temps le Statut. Conformément à l'article 126 du Statut, il est entré en vigueur le 1er juillet 2002, trois mois après sa ratification par soixante États : la Cour pénale internationale est alors entrée officiellement en fonction. Le 21 août 2024, La Verkhovna Rada, le parlement ukrainien, ratifie le Statut de Rome.
Nombre d'entre eux[Qui ?] ont signé le Statut en espérant pouvoir encore le changer (ce qui fut en partie fait suite à l'acceptation de plusieurs[Lesquels ?] amendements). C'est pour cette raison que Bill Clinton le signa un peu avant de quitter la Maison-Blanche. La ratification des traités internationaux étant toutefois de la compétence du Sénat américain, celui-ci a refusé de ratifier le 21 mai 2002 alors que la majorité était Républicaine et subissait d'importantes pressions du président G.W. Bush.

### États parties
Les États parties sont légalement tenus de coopérer avec la Cour quand elle en a besoin : arrestation et transfert des personnes inculpées ou accès à des preuves et témoins. Les États parties ont le droit de participer et de voter à l'Assemblée des États Parties, organe de direction de la Cour qui élit les juges et le procureur, approuve le budget de la Cour et adopte les amendements du Statut de Rome.
Depuis le 25 octobre 2024, 125 États sont parties au Statut de Rome de la Cour pénale internationale. Parmi eux :
- 33 sont des membres du groupe des États d'Afrique ;
- 19 sont des membres du groupe des États d’Asie et du Pacifique ;
- 20 sont des membres du groupe des États d'Europe Orientale ;
- 28 sont des membres du groupe des États d'Amérique Latine et des Caraïbes ;
- 25 sont des membres du groupe des États d'Europe occidentale et autres États[12].

## Découpage et contenu
Le Statut comprend un préambule et treize chapitres, divisés en 128 articles.
Pour son application, le Statut renvoi à plusieurs textes : le règlement de la Cour, le règlement de procédure et de preuve, le règlement intérieur de l'Assemblée des États Parties et le règlement financier et règles de gestion financière.

### Préambule
« Les États Parties au présent Statut,
Conscients que tous les peuples sont unis par des liens étroits et que leurs cultures forment un patrimoine commun, et soucieux du fait que cette mosaïque délicate puisse être brisée à tout moment,
Ayant à l'esprit qu'au cours de ce siècle, des millions d'enfants, de femmes et d'hommes ont été victimes d'atrocités qui défient l'imagination et heurtent profondément la conscience humaine,
Reconnaissant que des crimes d'une telle gravité menacent la paix, la sécurité et le bien-être du monde,
Affirmant que les crimes les plus graves qui touchent l'ensemble de la communauté internationale ne sauraient rester impunis et que leur répression doit être effectivement assurée par des mesures prises dans le cadre national et par le renforcement de la coopération internationale,
Déterminés à mettre un terme à l'impunité des auteurs de ces crimes et à concourir ainsi à la prévention de nouveaux crimes,
Rappelant qu'il est du devoir de chaque État de soumettre à sa juridiction criminelle les responsables de crimes internationaux,
Réaffirmant les buts et principes de la Charte des Nations Unies et, en particulier, que tous les États doivent s'abstenir de recourir à la menace ou à l'emploi de la force, soit contre l'intégrité territoriale ou l'indépendance politique de tout État, soit de toute autre manière incompatible avec les buts des Nations Unies,
Soulignant à cet égard que rien dans le présent Statut ne peut être interprété comme autorisant un État Partie à intervenir dans un conflit armé ou dans les affaires intérieures d'un autre État,
Déterminés, à ces fins et dans l'intérêt des générations présentes et futures, à créer une cour pénale internationale permanente et indépendante reliée au système des Nations Unies, ayant compétence à l'égard des crimes les plus graves qui touchent l'ensemble de la communauté internationale,
Soulignant que la cour pénale internationale dont le présent Statut porte création est complémentaire des juridictions pénales nationales,
Résolus à garantir durablement le respect de la justice internationale et sa mise en œuvre, […] »

— Préambule du Statut de Rome de la Cour pénale internationale, 17 juillet 1998.

### Chapitre I: institution de la Cour (art. 1 à 4)

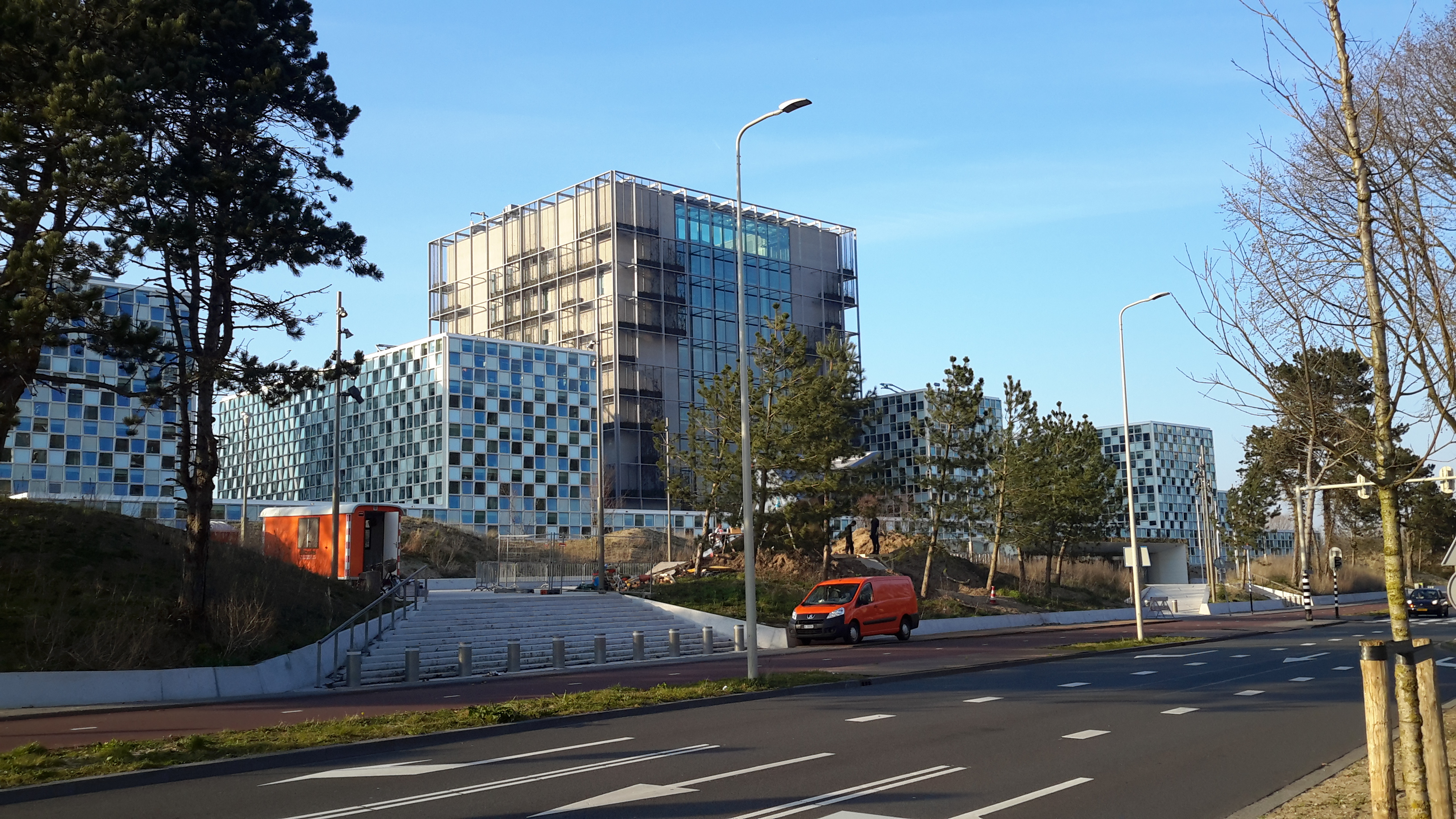
Bureaux de la Cour pénale internationale à La Haye.

Une Cour pénale est instituée. Elle est située à La Haye et est liée à l'ONU.

### Chapitre II: compétence, recevabilité et droit applicable (art. 5 à 21)
Il est défini les différents crimes qui relèvent de la Cour : le génocide, le crime contre l'humanité, le crime de guerre et celui d'agression. Les États parties s'engagent à laisser la compétence de juger à la Cour. Il est précisé les pouvoirs du procureur, les modalités de contrôle de la compétence et un éventuel renvoi de la situation par le Conseil de sécurité. Le Non bis in idem est appliqué.

### Chapitre III: principes généraux du droit pénal (art. 22 à 33)
La Cour applique le principe de légalité, elle n'est pas rétroactive. La responsabilité est individuelle. Les positions officielles ne donnent pas d'immunités. Les crimes sont imprescriptibles. L'obéissance à un ordre n'exonère pas.

### Chapitre IV: composition et administration de la Cour (art. 34 à 52)
Les différents organes de la Cour sont détaillées avec les qualités du personnel : la Présidence, le Procureur, le Greffe et les trois chambres (préliminaire, première instance et appel). Les langues de travail sont l'anglais et le français.

### Chapitre V: enquête et poursuites (art. 53 à 61)
Le Procureur se charge de l'enquête. La défense a le droit à un procès équitable. La chambre préliminaire peut délivrer un mandat d'arrêt.

### Chapitre VI: le procès (art. 62 à 76)
Le procès se tient normalement au siège de la Cour, en présence de l'accusé (pas de contumace). Le procès est public et équitable, l'accusé est présumé innocent. Il est précisé le régime des preuves et des documents confidentiels.

### Chapitre VII: les peines (art. 77 à 80)
La Cour fixe une peine, qui peut être l'emprisonnement jusqu'à perpétuité. Une amende et une confiscation des biens est également possible. Un fonds peut être établi pour les victimes.

### Chapitre VIII: appel et révision (art. 81 à 85)
Le procureur ou l'accusé peuvent faire appel. La Chambre d'appel peut rendre une décision ou renvoyer en première instance. Une révision est possible pour le coupable ou ses ayants droit, même après décès. Il y a dédommagement en cas d'erreurs judiciaires.

### Chapitre IX: coopération internationale et assistance judiciaire (art. 86 à 102)
Les États parties doivent coopérer, selon leurs législations révisées. Interpol peut également coopérer. Cela prend la forme d'une arrestation et d'autres actes d'assistance à l'enquête.

### Chapitre X: exécution (art. 103 à 111)
La peine est exécutée dans un État qui souhaite disposer de la tâche. La législation locale s'applique mais respecte les règles conventionnelles internationales concernant les détenus. Seule la Cour peut autoriser une révision. Une réduction de peine est possible si les deux tiers du terme furent exécutés.

### Chapitre XI: assemblée des États Parties (art. 112)
Une assemblée des États Parties est constituée. Elle vote les orientations du procureur, le budget, les demandes de coopérations et le nombre de juges. Chaque État dispose d'une voix. L'assemblée se réunit annuellement, un bureau est constitué en complément.

### Chapitre XII: financement (art. 113 à 118)
La Cour est financée par l'ONU et les États Parties. Les comptes sont contrôlés annuellement.

### Chapitres XIII: clauses finales (art. 119 à 128)
Les différends sont réglés par l'Assemblée. Le statut n'admet pas de réserves. Il est précisé les procédures de ratification et d'amendements. Un membre peut se retirer du Statut, il est toujours engagé au droit si des procédures étaient en cours. Les versions du Statut faisant foi sont celles en anglais, arabe, chinois, espagnol, français et russe.

## Révision et amendements
Tous les amendements, à l'exception de ceux modifiant la liste des crimes, au Statut de Rome exigent l'approbation d'au moins deux-tiers des États parties et ne peuvent pas entrer en vigueur s'ils ne sont pas ratifiés par au moins sept huitièmes des États parties. Un État partie qui n'a pas ratifié un amendement peut se retirer avec effet immédiat.
Tous les amendements modifiant la liste des crimes relevant de la compétence de la Cour s'appliqueront uniquement aux États parties qui l'auront ratifié. Il n'y a pas besoin d'une majorité de sept huitièmes.
Les États parties ont tenu une Conférence de révision à Kampala, en Ouganda, du 31 mai au 11 juin 2010. La Conférence d'examen a adopté une définition du crime d'agression, ce qui permet à la CPI d'exercer sa compétence sur le crime pour la première fois. Il a également adopté une extension de la liste des crimes de guerre.